# Skjåk
Skjåk est une kommune (municipalité) norvégienne située dans le comté d'Innlandet, à 250 km au nord-ouest d'Oslo, en Norvège.

## Géographie

### Particularité climatique
Situées au cœur d'une profonde vallée, les zones habitées de la région de Skjåk sont le théâtre d'un phénomène météorologique appelé en anglais rain shadow (littéralement à l'ombre de la pluie). La région est en effet à l'abri des précipitations apportées par les perturbations atlantiques grâce aux montagnes environnantes, qui leur font obstacle (les conditions météorologiques et orographiques doivent être bien spécifiques pour que l'effet rain shadow apparaisse de façon notable). Cette zone est de ce fait, malgré sa faible superficie, l'une des plus arides d'Europe, recevant moins de précipitations que certaines parties du désert du Sahara. Toutefois, les températures y étant beaucoup moins élevées qu'au Sahara, l'évaporation n'y est pas aussi importante, ce qui ne permet finalement pas de considérer le climat de Skjåk comme un climat aride à proprement parler. L'agriculture a été développée grâce à l'élaboration de systèmes d'irrigation évolués et ce, depuis des centaines d'années.